# Norma MacMillan
Pour les articles homonymes, voir MacMillan.
Norma MacMillan, née le 15 septembre 1921 à Vancouver ville où elle est morte le 16 mars 2001, est une actrice canadienne.

## Biographie
Elle est la mère de l'actrice Alison Arngrim (alias Nellie Oleson dans La Petite Maison dans la prairie) et de l'acteur canadien Stefan Arngrim, qu'elle a eu du producteur  Thor Arngrim.

## Filmographie
- 1954 : Howdy Doody (série télévisée) : Heidi Doody (voix)
- 1955 :
  - Maggie Muggins (série télévisée) : Fitzgerald Fieldmouse (voix)
  - Aubrey and Gus (série télévisée) : Peter the Skunk (voix)
- 1957 : The Gumby Show (série télévisée) : Goo, additional voices
- 1959 : Matty's Funday Funnies (série télévisée) : Casper
- 1960 : Davey and Goliath (série télévisée) : David 'Davey' Hansen (1965-????) (voix)
- 1962 :
  - Koko Meets Boobnik (TV) : Kokette (voix)
  - Koko Gottum Injun Trouble (TV) : Kokette (voix)
  - Balloon Blues (TV) : Kokette (voix)
  - Love in Bloom (TV) : Kokette (voix)
  - Knight Work (TV) : Kokette (voix)
  - Baby Face (TV) : Kokette (voix)
  - Kokonut, Private Eye (TV) : Kokette (voix)
  - Pow-wow-wow! (TV) : Kokette (voix)
  - Now You See It Now You Don't (TV) : Kokette (voix)
  - Flying Saucery (TV) : Kokette (voix)
  - The Mystery Guest (TV) : Kokette (voix)
  - The Refriger-raider (TV) : Kokette (voix)
  - Polar Bear Facts (TV) : Kokette (voix)
  - The Egg and Me (TV) : Kokette (voix)
  - Mean Moe Means Well (TV) : Kokette (voix)
  - A-Haunting We Will Go (TV) : Kokette (voix)
  - Comic strip (TV) : Kokette (voix)
  - Which Witch Is Which? (TV) : Kokette (voix)
  - Koko Meets Robin Hood (TV) : Kokette (voix)
  - Koko Roams in Rome (TV) : Kokette (voix)
  - The Big Bank Robbery (TV) : Kokette (voix)
  - Mean Moe's Money Mad (TV) : Kokette (voix)
  - Mean Moe Takes Over (TV) : Kokette (voix)
  - TV or Not TV (TV) : Kokette (voix)
  - Success Story (TV) : Kokette (voix)
  - Mummy's the Word (TV) : Kokette (voix)
  - Moving Madness (TV) : Kokette (voix)
  - Fastest Popgun in the West (TV) : Kokette (voix)
  - Gigantical (TV) : Kokette (voix)
  - Bluebeard's Treasure (TV) : Kokette (voix)
  - A Queen for a Day (TV) : Kokette (voix)
  - In the Army (TV) : Kokette (voix)
  - Reflection Land (TV) : Kokette (voix)
  - That's Show Biz (TV) : Kokette (voix)
  - Whale of a Story (TV) : Kokette (voix)
  - A Fishy Story (TV) : Kokette (voix)
- 1963 :
  - Mad Scientist Gets Madder (TV) : Kokette (voix)
  - Irving the Indian Nut (TV) : Kokette (voix)
  - Wild West Story (TV) : Kokette (voix)
  - On with the Show (TV) : Kokette (voix)
  - Medicine Man (TV) : Kokette (voix)
  - Mean Moe Rain Maker (TV) : Kokette (voix)
  - Rodeo (TV) : Kokette (voix)
  - No Soap (TV) : Kokette (voix)
  - So Long Ceylon (TV) : Kokette (voix)
  - Comic Book Capers (TV) : Kokette (voix)
  - The Invisible One (TV) : Kokette (voix)
  - Sing Along with Moe (TV) : Kokette (voix)
  - A Dog Gone Snooper (TV) : Kokette (voix)
  - Extra Special Delivery (TV) : Kokette (voix)
  - Station Breaks (TV) : Kokette (voix)
  - Arabian Daze (TV) : Kokette (voix)
  - Footloose Fox (TV) : Kokette (voix)
  - The River Robbers (TV) : Kokette (voix)
  - Make Room for Moe (TV) : Kokette (voix)
  - Enchanted Prince (TV) : Kokette (voix)
  - Pony Express (TV) : Kokette (voix)
  - Plane Stupid (TV) : Kokette (voix)
  - Strictly from Lumber (TV) : Kokette (voix)
  - The Fan Letter (TV) : Kokette (voix)
  - Rocket Ranger (TV) : Kokette (voix)
  - Koko Meets Barney Beatnik (TV) : Kokette (voix)
  - Mean Moe the Star (TV) : Kokette (voix)
  - You Are Here (TV) : Kokette (voix)
  - Koko in a London Fog (TV) : Kokette (voix)
  - The Cliff Hanger (TV) : Kokette (voix)
  - Moe Moves In (TV) : Kokette (voix)
  - Sold on Manhattan (TV) : Kokette (voix)
  - Blunder Down Under (TV) : Kokette (voix)
  - Arty Party (TV) : Kokette (voix)
  - Growing Pains (TV) : Kokette (voix)
  - Mean Moe Gets the Bird (TV) : Kokette (voix)
  - Mean Moe the Great (TV) : Kokette (voix)
  - Mean Moe and Cleopatra (TV) : Kokette (voix)
  - Mean Moe Tells William Tell (TV) : Kokette (voix)
  - The Hillbillies (TV) : Kokette (voix)
  - Sahara Today Gone Tomorrow (TV) : Kokette (voix)
  - Gone Hollywood (TV) : Kokette (voix)
  - Mean Moe Day (TV) : Kokette (voix)
  - Having a Hex of a Time (TV) : Kokette (voix)
  - Funnyland (TV) : Kokette (voix)
  - Musketeer Moe (TV) : Kokette (voix)
  - Bomb-y Weather (TV) : Kokette (voix)
  - Tic Tac Moe (TV) : Kokette (voix)
  - Achilles Is a Heel (TV) : Kokette (voix)
  - The Sleeping Beauty (TV) : Kokette (voix)
  - Jungle Bungle (TV) : Kokette (voix)
  - A Lot of Bull (TV) : Kokette (voix)
  - Fearless Female (TV) : Kokette (voix)
  - Let George Do It (TV) : Kokette (voix)
  - The Unwashables (TV) : Kokette (voix)
  - Who's Napoleon? (TV) : Kokette (voix)
  - Mean Moe's Fairy Tale (TV) : Kokette (voix)
  - Mean Moe the Lion Tamer (TV) : Kokette (voix)
  - Romance Machine Made (TV) : Kokette (voix)
  - Mean Moe Cools Off (TV) : Kokette (voix)
  - Down to Earth (TV) : Kokette (voix)
  - Mean Moe's Side Show (TV) : Kokette (voix)
  - Mayor Mean Moe (TV) : Kokette (voix)
  - Speak for Yourself Mean Moe (TV) : Kokette (voix)
  - The New Casper Cartoon Show (série télévisée) : Casper / Wendy la gentille petite sorcière  / Various (1963) (voix)
- 1964 : Underdog (série télévisée) : Sweet Polly Purebred (voix)
- 1966 : Alice of Wonderland in Paris (voix)
- 1967 : Moby Dick and the Mighty Mightor (série télévisée) : Li'l Rok (voix)
- 1981 : Les Schtroumpfs ("Smurfs") (série télévisée) : Additional Voices (voix)
- 1984 : Le Défi des Gobots ("Challenge of the GoBots") (série télévisée) : Additional Voices (voix)
- 1986 : Mrs. Delafield Wants to Marry (TV) : Miss Fry
- 1988 :
  - Love at Stake : Aunt Deliverance Jones
  - Quand les jumelles s'emmêlent (Big Business) : Nanny Lewis
- 1989 : Columbo : Grandes maneouvres et petits soldats (Columbo: Grand Deceptions) (TV) : Mrs. Martinson
- 1990 : Nightmare on the 13th Floor (TV) : Mrs. Beacher
- 1991 :
  - Snow White (vidéo) : Narrator (voix)
  - Heidi : Narrator (voix)
  - Cinderella (vidéo animation) : Narrateur (voix)
  - Alice au pays des merveilles : Narrator (voix)
  - Le Magicien d'Oz : Narrator (voix)
- 1995 : Dangereuse intention (Dangerous Intentions) : Eula Winter
- 1996 : Le Souffre-douleur (Big Bully) : Mrs. Rumpert
- 1998 : The Animated Adventures of Tom Sawyer (vidéo) : Widow Douglas (voix)
- 1999 : Le Mariage de mon ex (Two of Hearts) (TV) : Grandma Sara
- 2001 : Folles de lui (Head Over Heels) : Gladys